# Bristol Open 1983
Il Bristol Open 1983 è stato un torneo di tennis giocato sull'erba. È stata la 4ª edizione del Bristol Open, che fa parte del Volvo Grand Prix 1983. Si è giocato a Bristol in Inghilterra, dal 13 al 19 giugno 1983.

## Campioni

### Singolare
Johan Kriek ha battuto in finale  Tom Gullikson con il punteggio di 7–6, 7–5

### Doppio
John Alexander /  John Fitzgerald hanno battuto in finale  Tom Gullikson /  Johan Kriek con il punteggio di 7–5, 6–4